# ヴァイターシュタット
ヴァイターシュタット (ドイツ語: Weiterstadt) は、ヘッセン州ダルムシュタット＝ディーブルク郡に属す市。ダルムシュタットの北西6kmに位置し、フランクフルト空港からは南に20kmの距離にある。
ヘッセン州の自治体再編に伴い、1977年1月1日にそれまで独立した自治体であったグレーフェンハウゼン、シュネッペンハウゼンが合併した。1993年7月29日にヘッセン州政府から「都市」の称号を授けられた。1993年3月27日に起きたドイツ赤軍によるヴァイターシュタット刑務所爆破事件で知られる。
ヴァイターシュタットは、4つの市区と中核市区からなる。リートバーン区は産業・工業地帯として成長している。人口24,213人のこの都市は、グリースハイム、プフングシュタットに次いで郡内で3番目に大きな都市である。

## 地理

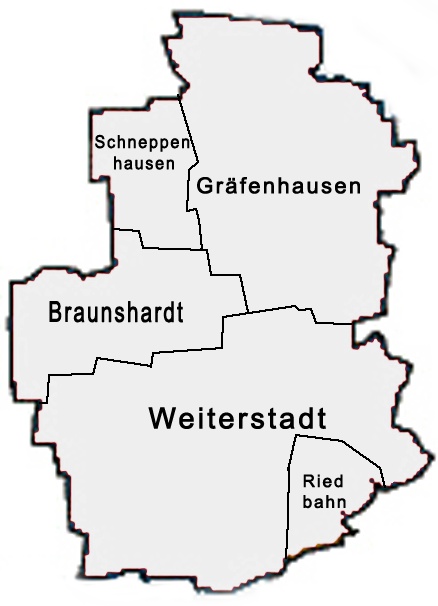
市区の配置

### 位置
ヴァイターシュタットは、地理上はライン=マイン地区、ヘッシシェ・リート内に位置する。市街地の外側をいくつかの小川が流れている。平均高度は海抜108mで、市域の大部分は平らな土地である。高度が最も低いのはブラウンスハルト区にある海抜100.7mの地点で、最高地点はロートベル産業地域内の海抜118.3mの地点である。

### 隣接する市町村
ヴァイターシュタットは、北はメルフェルデン＝ヴァルドルフ（グロース＝ゲーラウ郡）とエルツハウゼン、東は郡独立市のダルムシュタット、南はグリースハイム、西はビュッテルボルン（グロース＝ゲーラウ郡）と境を接している。

### 市の構成
ヴァイターシュタット市はブラウンスハルト区、シュネッペンハウゼン区、グレーフェンハウゼン区、リートバーン区の4市区および中核市区からなる。

### 土地利用
市域は、最大幅約6km、最大長約7kmである。総面積34.4km2のうち、59%が農地、25%が森林、11%が市街地、2%が水面で、1%が保養地、1%が商業用地、1%がその他の土地である。

### 気候
ヴァイターシュタットの年間平均気温は10℃である。最も寒い月は1月で0.9℃、最も暖かい月は7月の19.2℃である。

## 歴史

### ヴァイターシュタット
ヴァイターシュタットは948年にWiderestatという名前で初めて文献上に記録されている。元々、このWiderestatは、単独の農場であった。1252年にエリーザベト・フォン・ヴァイターシュタットとその夫のコンラート2世ライツ・フォン・ブロイベルク＝フランケンシュタインがヴァイターシュタットに関する史料に登場する。数年後の1275年頃、フランケンシュタイン家はヴァイターシュタットをマインツの市民フンベルト・ツム・ヴィダーに売却した。7年後にフンベルト・ツム・ヴィダーはヴァイターシュタットとその他の所有地を自らが創設したマインツの聖クララ修道院に寄贈した。13世紀にはヴァイターシュタット周辺地区の土地は、はじめはヴュルツブルクのレーエンとしてカッツェンエルンボーゲン伯の所領となっていた。最後のカッツェンエルンボーゲン伯の死去に伴い、伯の諸権利はヘッセン=ダルムシュタット方伯に移された。
三十年戦争ではヴィターシュタット周辺で、多くの略奪が繰り返された。1664年にはヴァイターシュタットの村の印として、印章が登場する。1805年から1815年の間、ナポレオン戦争と解放戦争のためにヴァイターシュタットでは高額な戦費の徴収が行われた。1823年にヴァイターシュタットは、ゲハーボルナー・ホーフェの帰属をめぐって大公領運営当局と争議を起こした。この争議は1848年まで続いた。1875年に鉄道の駅が建設された。
第一次世界大戦後、この村はフランス軍統治地区に属した。フランスの占領軍はヴァイターシュタットの駅を、近隣のグリースハイム飛行場との軍事物資輸送に利用した。第二次世界大戦では、1945年3月25日にアメリカ軍がヴァイターシュタットに入った。その後、政治的な罪を犯していなかった大工のフィリップ・シューヒマンが町長に指名された。彼は1946年1月20日の第1回選挙でエドゥアルト・シュトームに敗れた。その後数年で、学校が建設され、ダルムシュタットへの鉄道が電化された。1960年4月にアダム・ダンツが町長に選出された。彼の在職中に工場誘致が進んだ。1960年代には、下水道が整備され、新興住宅地が設けられた。
1820年から1821年までヴァイターシュタットはオーバーアムト・ダルムシュタットに属し、1821年から1832年まではラントラーツベツィルク・ランゲンに属した。1832年から1848年まではグロース＝ゲーラウ郡に属し、1848年から1852年まではレギールングスベツィルク・ダルムシュタットに属した。続く1852年から1918年まではダルムシュタット郡に属し、その後は1930年まで再びグロース＝ゲーラウ郡に所属した。1930年から1976年までまたダルムシュタット郡となり、1977年1月1日に現在のダルムシュタット＝ディーブルク郡となった。（オーバーアムト、ラントラーツベツィルク、レギールングスベツィルクは、それぞれ当時の行政区分）

### ブラウンスハルト

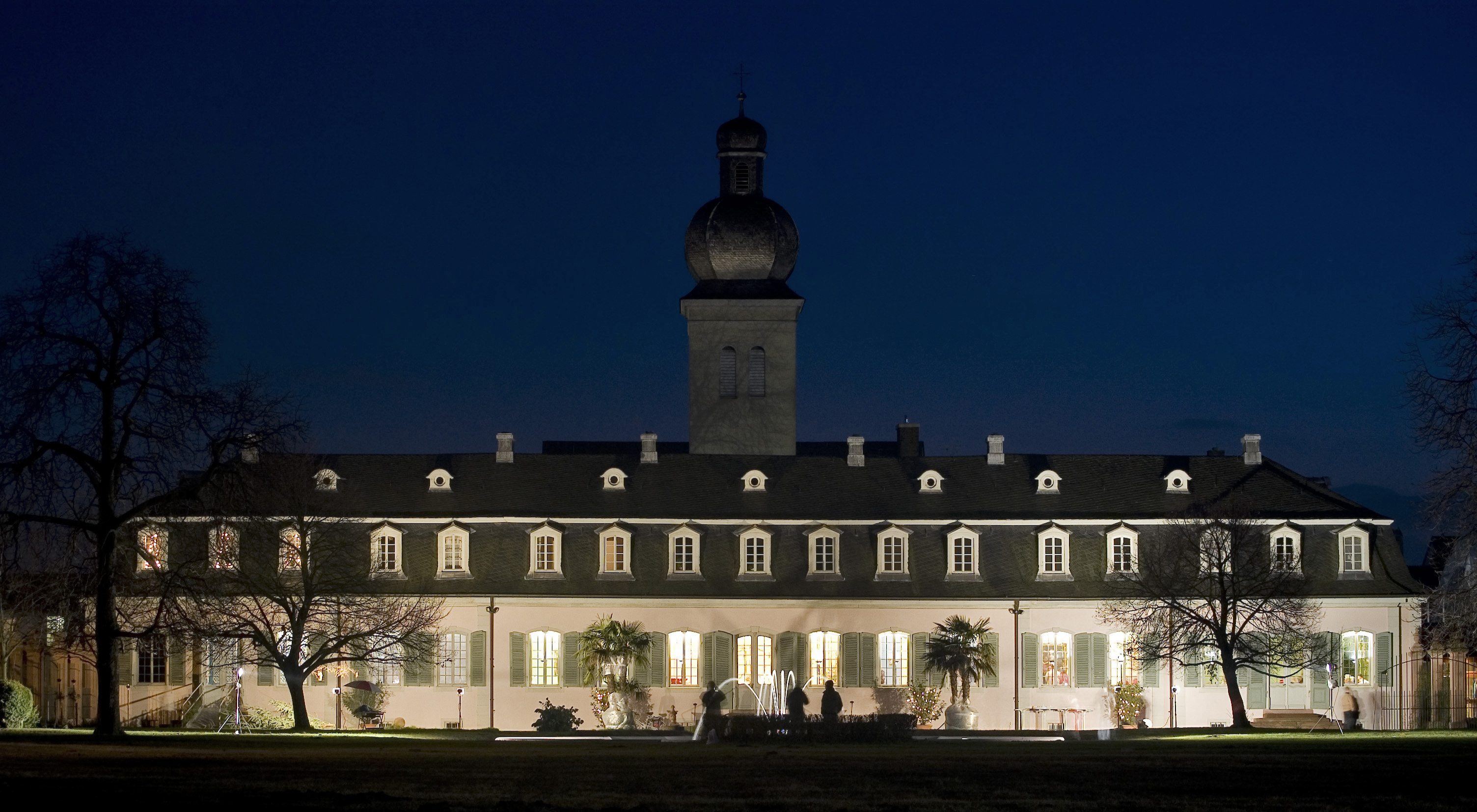
ブラウンスハルト城

ブラウンスハルトは1318年8月26日に初めて文献に記録された。この史料は、ベルトルト・フォン・カッツェンエルンボーゲンとエーバーハルト・フォン・カッツェンエルンボーゲンと間で Brunishardの森を分割することを定めたものである。この初出の翌年にあたる1319年にヴィルヘルム・フォン・カッツェンエルンボーゲンが、ヴュルツブルクの教会のレーエンとしてBrinshardの森を領することになった。ここに大規模な農園が造られた。この農園周辺には徐々にその関係者らが住み着いていった。こうして村が造られた。ブラウンスハルトの名は、歴史的な城館と強く結びついている。この城は1760年頃にゲオルク・ヴィルヘルム・フォン・ヘッセン＝ダルムシュタットが建てたもので、その後継者によって拡張されていった。所有者はたびたび交替し、現在、一部はロイテスドルフ/ライン・ヨハネス連盟が所有し、老人・養護施設として利用している。この他の部分、すなわち本来の城館部分は私邸として修繕・改修がなされた。2006年にこの城はヴァイターシュタット市に購入された。何点か修復がなされた後（礼拝堂など）一般に公開されている。城の庭園や城館はときおり結婚式にも利用されている。

### グレーフェンハウゼン
グレーフェンハウゼンは、1225年11月21日にシュネッペンハウゼンとともに文献に初めて記録されている。この文書は仲裁裁判所の仲裁裁判官のヴェルナー・フォン・グレーフェンフーゼンが書いたものである。この仲裁裁判の原因は、エーバーバッハ修道院とアルハイリゲンの住民とのヴィンタースハーゲンの森をめぐる争いであった。12世紀から1658年まで、この村はホイゼンシュタム家の統治下にあった。1558年9月19日にヘッセン方伯に売却された。その100年後にヘッセン方伯は最終的にグレーフェンハウゼンの領主となった。1821年にラントラーツベツィルク・フォン・ラーゲンに所属し、1832年からグロース＝ゲーラウ郡、さらに1853年から第一次世界大戦末までダルムシュタット郡に属した。その後1926年まで再びグロース＝ゲーラウ郡の所属となったが、それ以後はまた、ダルムシュタット郡に戻された。グレーフェンハウゼンでは1919年に初めて電気の灯が点り、1927年から1928年にかけて水道が整備された。

### シュネッペンハウゼン
シュネッペンハウゼンは1225年11月21日にグレーフェンハウゼンとともに初めて文献に記録されている。この文書では、シュネッペンハウゼンの村長が立会人として登場している。13世紀にカッツェンエルンボーゲン伯がシュネッペンハウゼン周辺の地所の領主であった。1618年8月14日シュネッペンハウゼンはブラウンスハルト地区での馬の放牧についてブラウンスハルトと争った。三十年戦争ではシュネッペンハウゼンの多くの家屋が焼失した。1640年には11家族、10軒の家屋があった。1年後には住民は約20人で建物は25軒中10軒が残っていると記録されている。1605年に建てられた村役場は、1705年から学校に転用され、1890年まで学校として利用された。その後も村役場は必要なくなり、私邸に売却された。シュネッペンハウゼンは、1832年から1848年までグロース＝ゲーラウ郡に、1852年から第一次世界大戦の終わりまではダルムシュタット郡に属し、1926年に再びグロース＝ゲーラウ郡に戻された。1881年または1888年にシュネッペンハウゼンとグレーフェンハウゼンとの間の道路が造られた。1926年からシュネッペンハウゼンは、またもダルムシュタット郡の所属に戻された。第二次世界大戦後は、1952年にポンプ施設を有した井戸により飲料水、雑用水の供給が始まった。1964年、浄水場が稼働を開始した。

### リートバーン
リートバーンは連邦アウトバーンA5号フランクフルト・アム・マイン – ダルムシュタット線の東側に当たる市区である。名前は、1970年に廃止されたダルムシュタットからヘシシェ・リートを通ってヴォルムスに至る鉄道路線に由来する。最初の居住地は、旧ダルムシュタット通り（現リートバーン通り）に沿って造られた。第二次世界大戦後、数軒の住居と農作業小屋が建っているだけだった。1960年代の初めに、旧練兵場跡に工業・産業地帯の開発が始まった。

### 1977年以降の発展
1977年1月1日に、それまで独立していたグレーフェンハウゼン、シュネッペンハウゼンがヴァイターシュタットに合併した。ブラウンスハルトは、1973年にすでに自由意志でヴァイターシュタットに合併していた。ヴァイターシュタットは、リートバーン区に定着した工業・産業企業を足掛かりに、現在の産業・工業の都市へと発展していった。ブラウンスハルト区、グレーフェンハウゼン区、シュネッペンハウゼン区の工業的発展は、それほど顕著なものではなかった。リートバーン区は1983年5月26日に公式に市区名として命名された。
1993年3月27日、ドイツ赤軍がヴァイターシュタット刑務所爆破事件を起こした。完成したばかりの刑務所は大きく損傷し、一部は改めて取り壊さなければならないほどであった。ヴァイターシュタット刑務所は再建され、1997年から使用されている。
1993年7月29日に、この町はヘッセン州政府から都市権を与えられ、これにより「市」と称するようになった。
2004年10月1日からヴァイターシュタット市は市内産業地域のリートバーン区に造られた新しい市庁舎で執務を行っている。市議会もこの新庁舎の議事堂で開催されている。

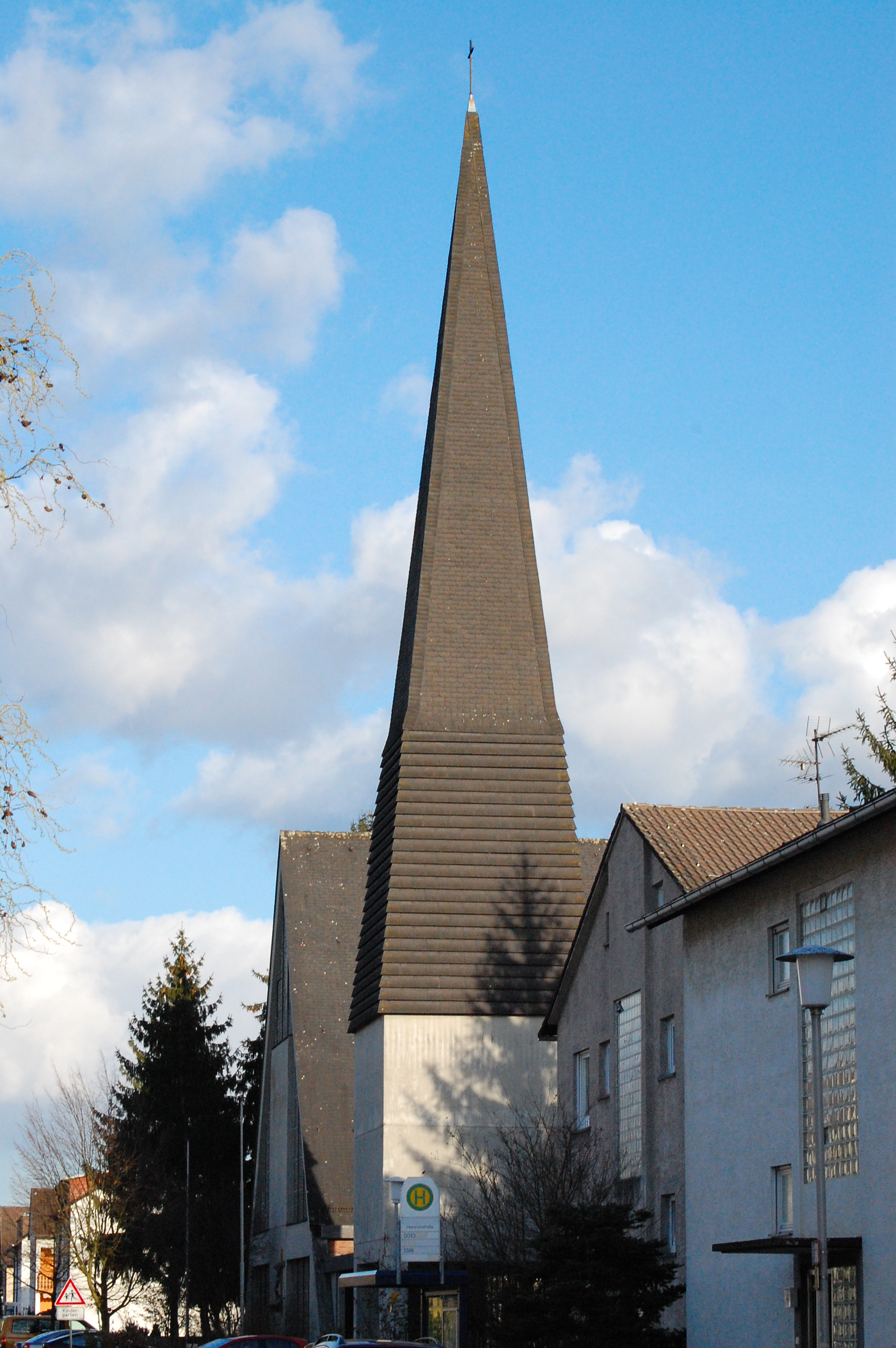
ヴァイターシュタットのカトリック教会

### 宗教
1310年にヴァイターシュタットとこれに属す集落は、親教会のグロース＝ゲーラウ教区から分離し、新しい教区を創設した。1535年頃、この地域に宗教改革がもたらされた。1688年から1690年にヴァイターシュタットの教会が、1816年から1818年にはグレーフェンハウゼンの教会が建設された。1966年にはヴァイターシュタットにカトリック教会が完成した。
ヴァイターシュタットの住民のほとんどがキリスト教徒である。38%がプロテスタント、22%がカトリックである。残りの40%は、新使徒派教会、バハイ教、正教会、ユダヤ教、イスラム教などである。
プロテスタントおよびカトリックの教会組織は、ヴァイターシュタットおよびその市区に教会事務所を有している。新使徒派教会とバハイ教はヴァイターシュタットに小さな教会事務所がある。その他の宗派組織は隣接するダルムシュタットに教会や事務所がある。1938年11月10日まではグレーフェンハウゼンにシナゴーグがあったのだが、ナチスによって破壊された。1983年にこれを記念する記念碑がポスト広場に設置された。

### 人口推移
ヴァイターシュタット市は人口24,118人で、ダルムシュタット＝ディーブルク郡で3番目に大きな都市である。
ヴァイターシュタットには104カ国の異なる国籍を持つ人々が暮らしている。外国人の比率は12.85%である。最も多いのはイタリア人 (2.59%)、トルコ人 (2.19%)、ポーランド人 (1.09%) である。
| 時点           | ブラウンスハルト | グレーフェンハウゼン | リートバーン | シュネッペンハウゼン | ヴァイターシュタット | 計     |
| -------------- | ---------------- | -------------------- | ------------ | -------------------- | -------------------- | ------ |
| 1834年12月3日  | 216              | 777                  | -            | 222                  | 620                  | 1,835  |
| 1864年12月3日  | 262              | 941                  | -            | 298                  | 917                  | 2,418  |
| 1895年12月1日  | 355              | 1,366                | -            | 370                  | 1,512                | 3,603  |
| 1939年5月17日  | 619              | 1,785                | -            | 623                  | 2,802                | 5,829  |
| 1946年10月29日 | 965              | 2,458                | -            | 906                  | 3,484                | 7,813  |
| 1961年6月6日   | 1,117            | 2,893                | -            | 992                  | 4,454                | 9,459  |
| 1970年5月27日  | 1,991            | 3,391                | -            | 1,486                | 7,233                | 14,101 |
| 1975年12月31日 | 2,546            | 4,113                | -            | 1,645                | 9,784                | 18,088 |
| 1981年12月31日 | 2,725            | 4,199                | -            | 1,840                | 10,899               | 19,663 |
| 1986年6月30日  | 3,163            | 4,562                | 1,441        | 1,858                | 10,017               | 21,041 |
| 2001年1月1日   | 4,393            | 5,288                | 1,611        | 2,044                | 10,378               | 23,794 |
| 2007年12月31日 | 4,701            | 5,624                | 1,685        | 2,003                | 10,105               | 24,118 |
| 2014年12月31日 | 5,392            | 5,847                | 1,644        | 2,041                | 10,505               | 25,429 |

## 行政

### 市議会
ヴァイターシュタットの市議会は、37議席からなる。議長はマンフレート・ディトリヒ (SPD)、議長代行はヴィリ・フィッシャー (SPD) である。

### 市長
2014年1月1日からラルフ・メラー (SPD) が市長を務めている。 

### 紋章
ヴァイターシュタットは、1977年1月1日、シュネッペンハウゼンとグレーフェンハウゼンが合併した後、この紋章を使用している。現在の紋章は、17世紀から各市区が使っていた印章のデザインを組み合わせたものである。向かって左上の三日月と先広の十字を組み合わせたデザインはブラウンスハルトのものである。向かって右上の先端が曲がった斜め十字はシュネッペンハウゼンの意匠に基づく。紋章中央のドイチュ・ブラッケ（犬）の頭部はグレーフェンハウゼンのデザインであり、それを取り囲む輪はヴァイターシュタットの紋章に由来する。
ヴァイターシュタットの古い印章は1664年に初めて登場する。その紋章は俗界または聖界の高位人物の紋章に由来する。

### 友好都市
- キエーネス（イタリア、トレンティーノ＝アルト・アディジェ州）1962年 グレーフェンハウゼンと締結
- Verneuil-sur-Seine（フランス、イヴリーヌ県）1986年
- バーニョ・ア・リーポリ（イタリア、トスカーナ州）2007年

これらの友好都市協定は、活動サークル「Städtepartnerschaften」に協力している。

## 保養地

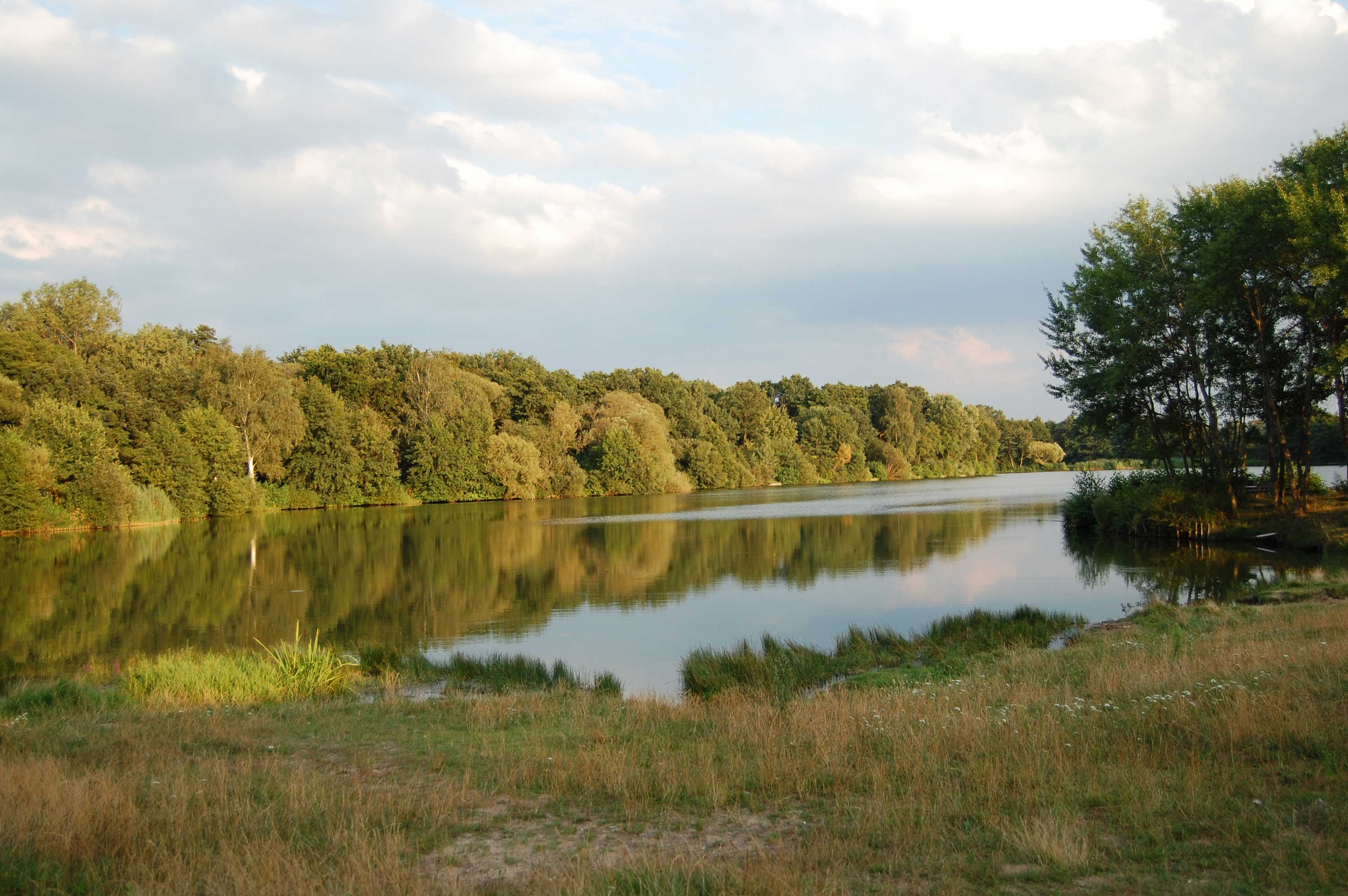
シュタインロートゼー

### シュタインロート
シュタインロート保養地は、市の北部グレーフェンハウゼン近郊に位置する。保養地の中央にシュタイロートゼーと呼ばれる湖がある。湖の周囲には散歩道が整備されている。保養地の南側にはバーベキュー場がある。湖の西側はキャンプ場とビアガーデンがある。

### ブラウンスハルター・テンヒェン

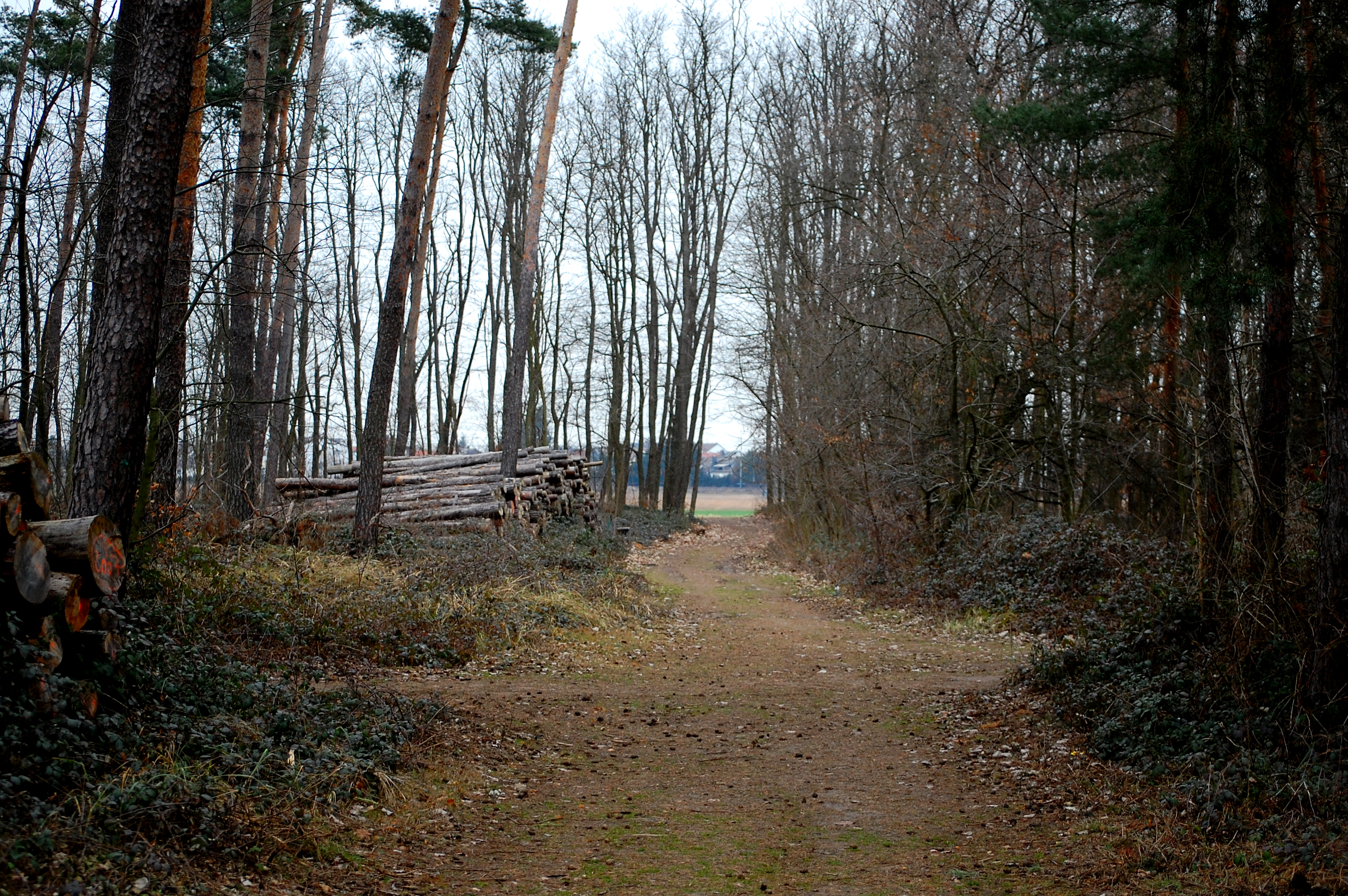
ブラウンスハルター・テンヒェン

ブラウンスハルター・テンヒェンは、ヴァイターシュタット西部の森である。森には散歩道が整備されている。森の周縁部には市営のバーベキュー場がある。また、夏期にはミニゴルフ場も利用できる。子供にはバーベキュー場の近くに遊園地や、大人も楽しめるボッチャ場などがある。夏には、毎年子供のための夏の遊びフェストが開催される。この他、毎年野外映画祭も開催される。

## 公共機関

### 学校
ヴァイターシュタットには2つの総合学校がある。一つはヴァイターシュタット中核市区にあるアルブレヒト＝デューラー＝シューレ、もう一つがヘッセンヴァルトシューレである。

### 公民館
中核市区とシュネッペンハウゼン区、グレーフェンハウゼン区には公民館がある。会議、セミナー、コンサート、演劇上演などに利用されている。また、図書館も有している。現在、市議会ではヴァイターシュタットに新しい公民館を建設することが議論されている。ブラウンスハルト区では、会議や催しの会場に城を利用している。

## 文化と見所

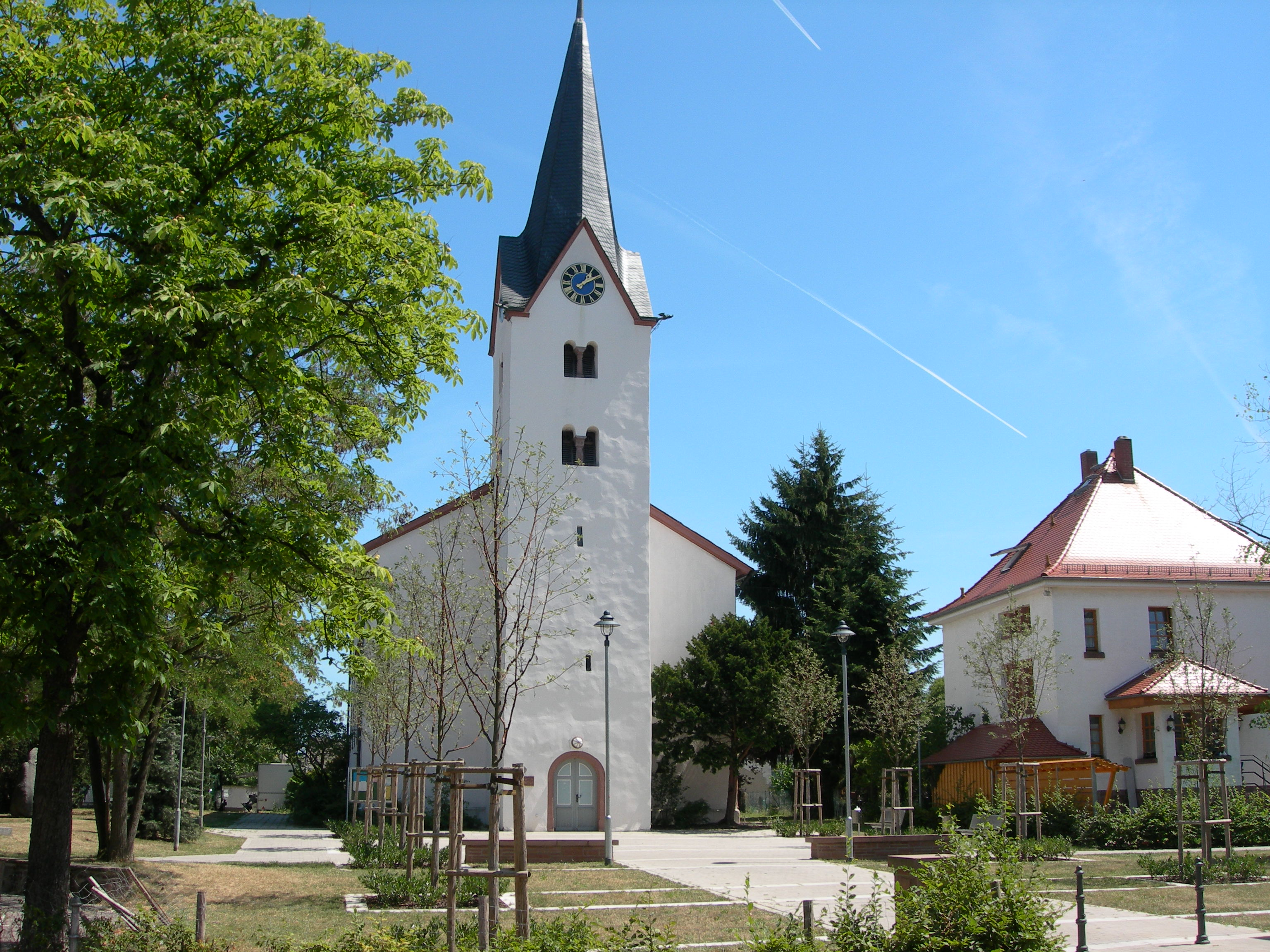
グレーフェンハウゼンの教会

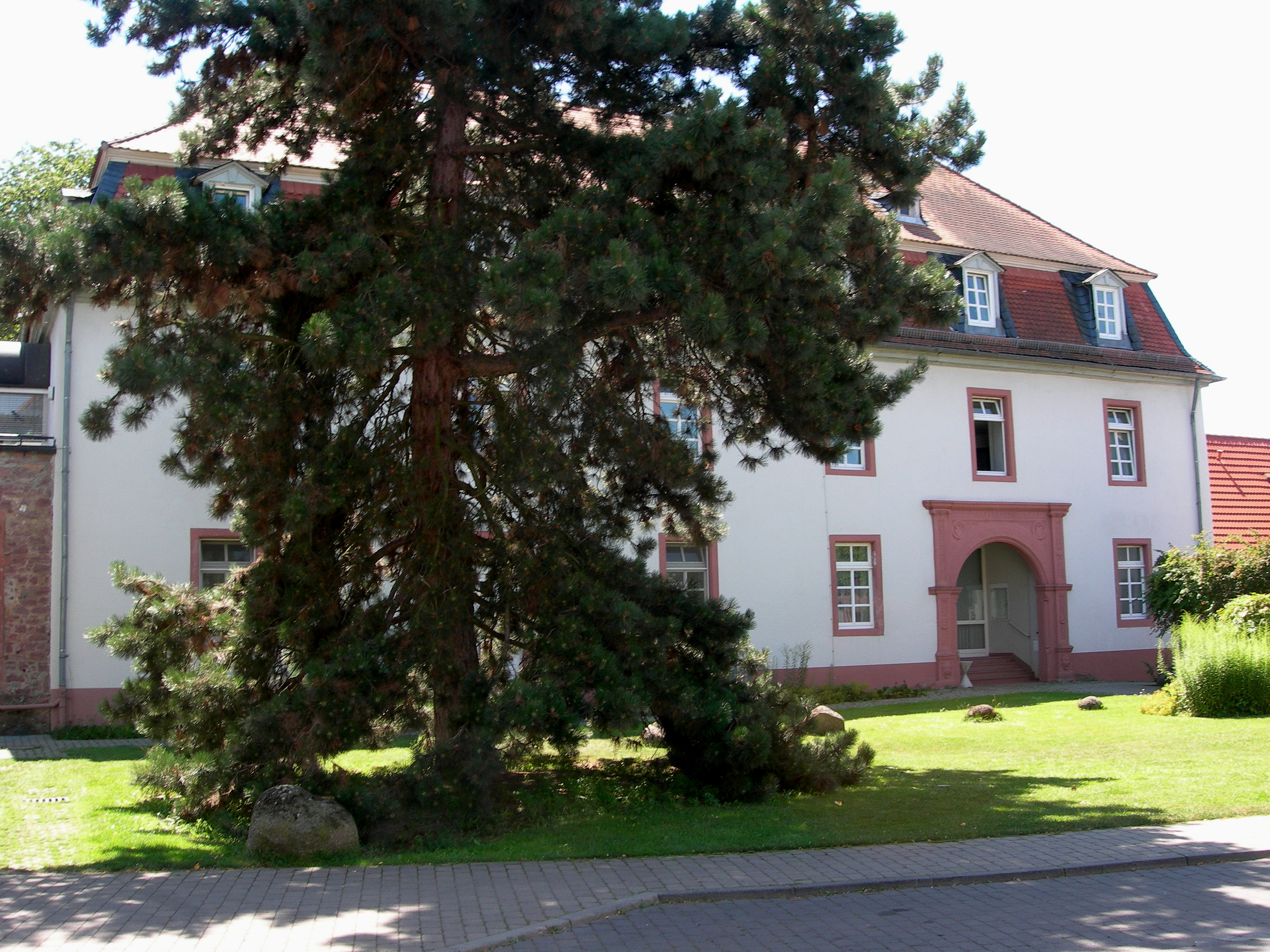
グレーフェンハウゼンのオーリーシュティフト城

### 建築
ヴァイターシュタットの重要な建築は1688年建造の教会と1810年建造の木組み建築である。ブラウンスハルト区の1760年に建てられた城は大変に重要な建築であるが、ブラウンスハルト区の最も古い家屋も重要な建造物の一つに数えられる。シュネッペンハウゼン区では1605年に建てられた村役場は大変に価値が高い建物である。グレーフェンハウゼン区では1818年建造の教会やオーリーシュティフト城が重要な建築である。

### 公園
ブラウンスハルト城には広い庭園がある。ここには庭の四阿に続くボダイジュの並木道がある。庭園の東側はフランス式庭園、西側はイギリス式庭園である。

### 行事
ヴァイターシュタットでは、多くのサークルや市民団体が主催する定例行事が行われている。たとえばヴァイターシュタット営業業者組合は、質の高い音楽プログラムとコラボレーションしたヴァイターシュタット自動車展示会や、秋のオクトーバーフェストを開催している。さらにSVヴァイターシュタットおよびカーニヴァルクラブと共催で夏とUEFA欧州選手権2008の期間中にオルツケルンフェスト（中核地区祭）を開催した。中心街で行われる祭りにはこの他に、DRKヴァイターシュタット・ウント・グレーフェンハウゼン主催のワイン祭がある。また、各市区でアドベント・マーケットが行われ、夏にはブラウンスハルター・テンヒェンやシュタンロートゼー湖畔で毎週末、様々なクラブが主催するグリルフェスタが開催されている。大規模で、地域を越えて知られているのがヴァイターシュタット野外映画祭である。各市区で教会開基祭が行われるが、グレーフェンハウゼン区の教会開基祭は最も古いものの一つである。

### 余暇
ヴァイターシュタットには余暇のレクリエーション施設が多くある。たとえば、屋内プール、市立図書館、映画館、保養地のシュタインロートやブラウンスハルター・テンヒェンなどである。若年層には、総合学校アルブレヒト＝デューラー＝シューレが協力するユーゲントツェンター(Juze)がある。

### スポーツ
それぞれの地区にスポーツクラブとスポーツ施設がある。SGヴァイターシュタットは、この市で最も大きなスポーツクラブで、ハンドボールやバスケットボールをはじめ、他にも様々な種目が用意されている。2008年にはTSVブラウンスハルトがBMXヨーロッパチャンピオンシップを主催し、5月1日から4日まで開催された。

## 経済と社会資本
ヴァイターシュタットには、8,203人の被雇用者がおり、商業・観光業・交通業 (39.7%)、製造業 (29.2%) が主な職種である。残りは農業（アスパラガスが主な生産品である）および林業が0.7%、金融・賃貸業が19.8%、サービス業が10.6%となっている。失業率は6.2%である。

### 地元企業
ヴァイターシュタットは大型店舗にとって恵まれた立地に発展した。西部産業地域にある家具販売店Segmüllerはドイツ最大の家具店である。他にもこの近所には名の知られたあらゆる大型店舗が出店している。
いくつかの企業がヴァイターシュタットに本社を構えている。自動車メーカー シュコダのドイツ法人、災害救助組織ADRA、ITサービスのDanet社、プロ用放送機材のGrass Valley Germany社などである。さらに工場や支店を構える大企業もある。化学製品のエボニック、日用消耗品のウエラ社などである。

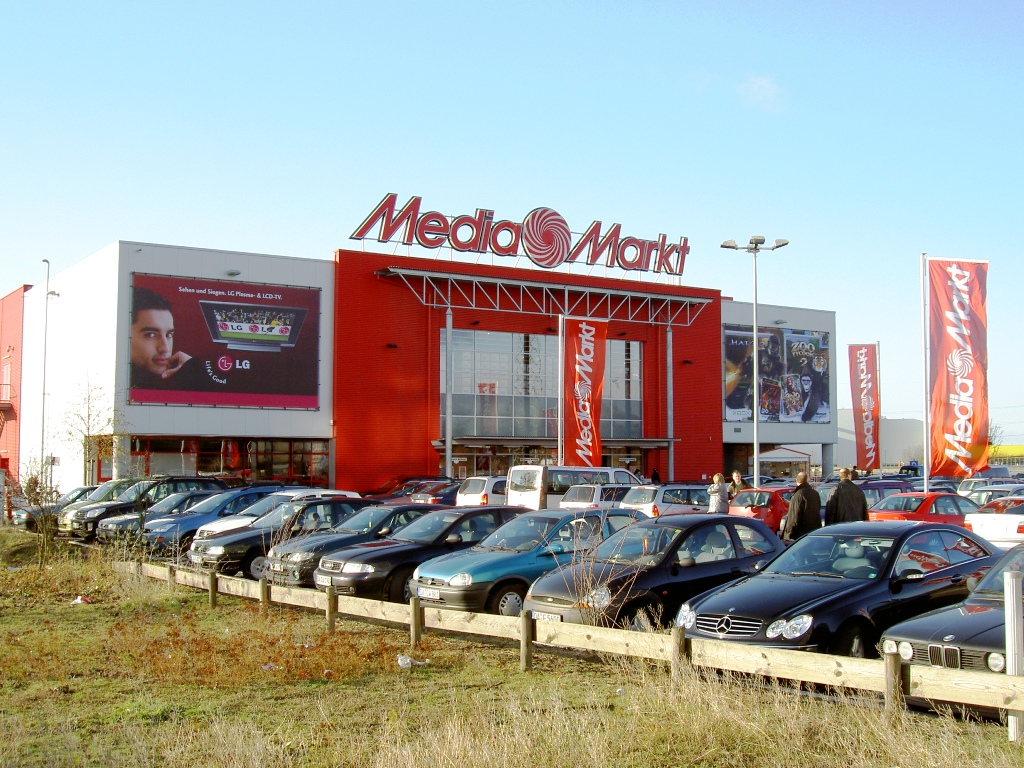
メディア・マルクト・ヴァイターシュタット

市の産業地域には、電気専門店から家具専門店まで様々な企業が進出している。ヴァイターシュタットのメディア・マルクトは、2007年までヨーロッパ最大の家電量販店であった。
ヴァイターシュタット市には合計2,100件の企業登録がある。2009年秋にはリートバーンにショッピングセンター LOOP5 (56.000 m²) が開店する予定である。
ダルムシュタット工業・商業会議所の研究は、ヴァイターシュタットについて、ベンスハイムに次ぐ「ダルムシュタット＝ライン＝マイン＝ネッカー中規模中心地域の中で最適の立地」にあると評価した。

### 交通
ヴァイターシュタットは、連邦アウトバーンA5号線および連邦道B42号線沿いの交通の便がよい場所に位置している。アウトバーンのインターチェンジが2005年から2008年に総工費1,000万ユーロを投じて建設された。この町の大型販売店を目指す車で、週末はかなりの通行量がある。B42号線によってダルムシュタットやグロース=ゲーラウとも快適に行き来できる。ヴァイターシュタットからフランクフルト空港までは車で約30分である。
1994年に郡議会の同盟90/緑の党は、ヴァイターシュタットとダルムシュタットの間にサイクリング旅行者のための自転車道を整備することを提案した。やがて自転車道路網が整備され、自動車やオートバイがほとんど、あるいはまったく通らないこの道路がサイクリング旅行者に勧められるようになった。一方、ADFC (Allgemeiner Deutscher Fahrrad-Club) の地方支部は、2007年に建設された自転車道と、そこに設けられた彼らにしてみれば全く不要なバリケードは自動車中心主義的な計画が露呈したものであると批判している。ADFCは、今後の計画策定については、サイクリング愛好者の要求をより尊重するよう求めている。
ヴァイターシュタットの北西端にマイン＝ライン鉄道（ヴィースバーデン – ダルムシュタット – アシャッフェンブルク）の停車駅がある。ブラウンスハルト区もこの鉄道で結ばれている。また、バス路線5506、5513、5514、5515系統がそれぞれダルムシュタット、エルツハウゼン、グロース＝ゲーラウ、フランクフルト空港へ15分から1時間間隔で発着する。市電でダルムシュタットとの間を結ぶことも計画されているが、2008年現在この計画は棚上げされている。

### メディア
ヴァイターシュタット市では週刊の「ヴォーヒェン＝クリーア」が印刷され、木曜日に無料で配布されている。この週刊誌では各市区やサークルのお知らせが掲載される。この他に、官庁からの公示も掲載されている。地方新聞ではダルムシュテター・エコーがヴァイターシュタットやその市区のニュースを報告している。

## 人物

### 出身者
- フリードリヒ・アーレフェルト（1820年 – 1872年）医師、植物学者
- クリシュテル・トラウトマン（1936年 - ）政治家。ヘッセン州州議会議員

### ゆかりの人物
- ブルーノ・ラッバディア（1966年 - ）サッカー選手・監督。ジュニア時代にヴァイターシュタットとシュネッペンハウゼンのサッカークラブでプレイした。

## 引用
1. ↑  Hessisches Statistisches Landesamt: Bevölkerung in Hessen am 31.12.2023 (Landkreise, kreisfreie Städte und Gemeinden, Einwohnerzahlen auf Grundlage des Zensus 2011)]
2. 1 2   ヘッセン州:Gesetz zur Neugliederung der Landkreise Darmstadt und Dieburg und der Stadt Darmstadt 1974年6月
3. 1 2 3 4   http://www.weiterstadt.de/deutsch/_downloads/weiterstadt-allgemein.pdf イュルゲン・メルラウ『ヴィターシュタット。ライン=マインの心臓部』ヴァイターシュタット市、2006年10月現在。
4. ↑  隣接するダルムシュタット市の気象データによる。
5. ↑  ヴァルター・クール: リートバーン（リート鉄道） ダルムシュタット＝ゴッデラウ
6. ↑  Die Synagoge zu Gräfenhausen（グレーフェンハウゼンのシナゴーグ）
7. ↑  1986年までのデータは、ギュンター・ホッホ Chronik der Gemeinde Weiterstadtによる。
8. ↑  Die Partnerstädte Weiterstadts
9. ↑  Kosten- und Geschmacksfragen
10. 1 2  Landkreis Darmstadt-Dieburg（2006年6月30日現在）
11. ↑  http://www.segmueller.de/segmueller.nsf/webpages/standort_wei_start
12. ↑  ŠkodaAuto Deutschland GmbH
13. ↑  ADRA Deutschland
14. ↑  danet
15. ↑  Thomson System Geramny GmbH
16. ↑  Degussa Geschichte
17. ↑  http://de.wella.com/reference/ir_download_5020_0_sl.pdf
18. ↑  Die Media Markt Chronologie
19. ↑  Stadt Veiterstadt
20. ↑  http://www.sonaesierra.de/uploadfiles/pressreleases/81c2e6e0-d155-4435-b519-ee4fa22ef2fc.pdf
21. ↑  IHK sieht Bensheim an der Spitze
22. ↑  Stadt Weiterstadt
23. ↑  マーティン・シュコルスキー: "Eine Route für Alltagsradler zwischen Weiterstadt und Darmstadt" 1994
24. ↑  トーマス・グレン: "Arbeitsgruppe Weiterstadt" 2008
25. ↑  SPD will die Notbremse ziehen